# Газалкент (футбольний клуб)
Футбольний клуб «Газалкент» або просто «Газалкент» — узбецький професіональний футбольний клуб з міста Газалкент Ташкентської області.

## Історія
Футбольний клуб «Газалкент» було засновано в 1993 році в місті Газалкент Ташкентської області. З 1994 по 1996 роки виступав у Першій лізі Чемпіонату Узбекистану. Особливих успіхів команда не досягала. Кращим результатом клубу було 7-ме місце в Першій лізі Чемпіонату Узбекистану 1995 року.

## Досягнення
- Перша ліга:
  - 7-ме місце (1): 1995